# Malherbe-sur-Ajon
Pour les articles homonymes, voir Malherbe et Ajon.
Malherbe-sur-Ajon est une commune française située dans le département du Calvados en région Normandie, peuplée de 573 habitants. Elle est créée le 1er janvier 2016 par la fusion de deux communes, sous le régime juridique des communes nouvelles. Les communes de Banneville-sur-Ajon, et Saint-Agnan-le-Malherbe deviennent des communes déléguées.

## Géographie
| Landes-sur-Ajon         | Landes-sur-Ajon   | Vacognes-Neuilly (comm. ass. de Vacognes), Maisoncelles-sur-Ajon |
| Le Mesnil-au-Grain      | Malherbe-sur-Ajon | Maisoncelles-sur-Ajon                                            |
| Bauquay, Aunay-sur-Odon | Courvaudon        | Courvaudon                                                       |

Le 1er janvier 2017, la commune passe de l'arrondissement de Caen à celui de Vire.

### Hydrographie
La commune est située dans le bassin Seine-Normandie. Elle est drainée par l'Ajon, la Douvette, le fossé 02 de la commune du Mesnil-au-Grain, l'Ajon, le ruisseau de la Vallée Aubray, l'Orgueil, le ruisseau de la Rette et la Vallée,,.
L'Ajon, d'une longueur de 12 km, prend sa source dans la commune de Thury-Harcourt-le-Hom et se jette  dans l'Odon à Val d'Arry, après avoir traversé huit communes. 

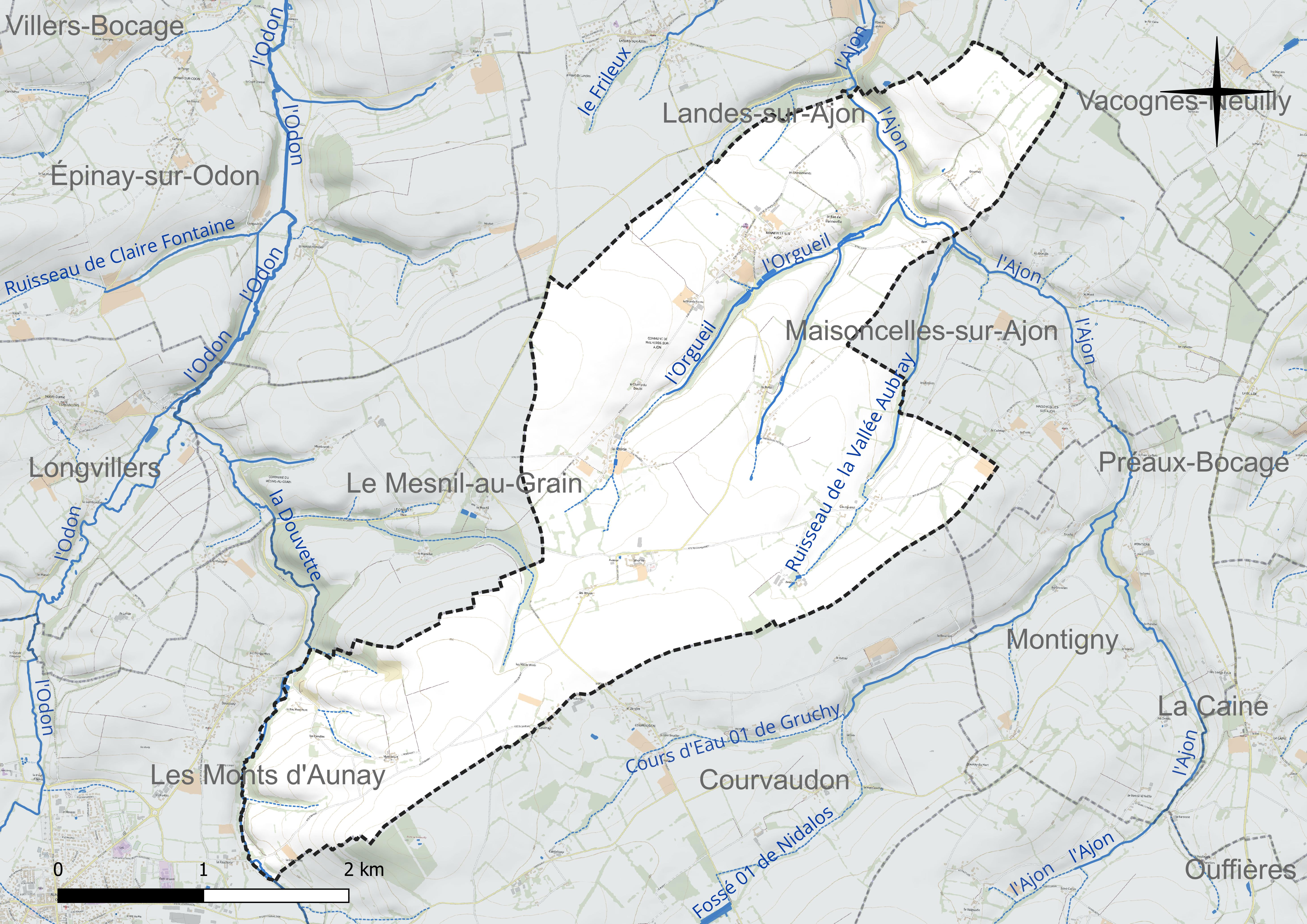
Réseau hydrographique de Malherbe-sur-Ajon.

### Climat
Pour des articles plus généraux, voir Climat de la Normandie et Climat du Calvados.
En 2010, le climat de la commune est de type climat océanique franc, selon une étude du CNRS s'appuyant sur une série de données couvrant la période 1971-2000. En 2020, Météo-France publie une typologie des climats de la France métropolitaine dans laquelle la commune est exposée à un climat océanique et est dans la région climatique  Normandie (Cotentin, Orne), caractérisée par une pluviométrie relativement élevée (850 mm/a) et un été frais (15,5 °C) et venté. Parallèlement le GIEC normand, un groupe régional d'experts sur le climat, différencie quant à lui, dans une étude de 2020, trois grands types de climats pour la région Normandie, nuancés à une échelle plus fine par les facteurs géographiques locaux. La commune est, selon ce zonage, exposée à un « climat contrasté des collines », correspondant au Bocage normand, bien arrosé, voire très arrosé sur les reliefs les plus exposés au flux d'ouest, et frais en raison de l'altitude.
Pour la période 1971-2000, la température annuelle moyenne est de 10,4 °C, avec  une amplitude thermique annuelle de 12,6 °C. Le cumul annuel moyen de précipitations est de 829 mm, avec 13 jours de précipitations en janvier et 8,1 jours en juillet. Pour la période 1991-2020, la température moyenne annuelle observée sur la station météorologique la plus proche, située sur la commune de Seulline à 9 km à vol d'oiseau, est de 11,3 °C et le cumul annuel moyen de précipitations est de 992,2 mm,. Pour l'avenir, les paramètres climatiques de la commune estimés pour 2050 selon différents scénarios d'émission de gaz à effet de serre sont consultables sur un site dédié publié par Météo-France en novembre 2022.

## Urbanisme

### Typologie
Au 1er janvier 2024, Malherbe-sur-Ajon est catégorisée commune rurale à habitat dispersé, selon la nouvelle grille communale de densité à 7 niveaux définie par l'Insee en 2022.
Elle est située hors unité urbaine. Par ailleurs la commune fait partie de l'aire d'attraction de Caen, dont elle est une commune de la couronne,. Cette aire, qui regroupe 296 communes, est catégorisée dans les aires de 200 000 à moins de 700 000 habitants,.

## Toponymie
Malherbe est un patronyme.
L'Ajon est un affluent de l'Odon.

## Histoire
La commune est créée le 1er janvier 2016 par un arrêté préfectoral du 9 décembre 2015, par la fusion de deux communes, sous le régime juridique des communes nouvelles instauré par la loi no 2010-1563 du 16 décembre 2010 de réforme des collectivités territoriales. Les communes de Banneville-sur-Ajon et Saint-Agnan-le-Malherbe deviennent des communes déléguées et Banneville-sur-Ajon est le chef-lieu de la commune nouvelle.

## Politique et administration
| Période      | Période  | Identité     | Étiquette | Qualité                                        |
| ------------ | -------- | ------------ | --------- | ---------------------------------------------- |
| janvier 2016 | En cours | Marcel Pétré | SE        | Retraité, maire délégué de Banneville-sur-Ajon |

| Nom                         | Code Insee | Intercommunalité           | Superficie (km2) | Population (dernière pop. légale) | Densité (hab./km2) |
| --------------------------- | ---------- | -------------------------- | ---------------- | --------------------------------- | ------------------ |
| Banneville-sur-Ajon (siège) | 14037      | CC Villers Bocage Intercom | 5,63             | 438 (2019)                        | 78                 |
| Saint-Agnan-le-Malherbe     | 14553      | CC Villers Bocage Intercom | 6,14             | 127 (2019)                        | 21                 |

## Démographie
L'évolution du nombre d'habitants est connue à travers les recensements de la population effectués dans la commune depuis sa création.
En 2022, la commune comptait 573 habitants, en évolution de +4,37 % par rapport à 2016 (Calvados : +1,58 %, France hors Mayotte : +2,11 %).
| 2014 | 2015 | 2016 | 2021 | 2022 |
| ---- | ---- | ---- | ---- | ---- |
| 513  | 531  | 549  | 570  | 573  |

## Lieux et monuments
- Chapelle Saint-Clair de Banneville-sur-Ajon.